# Bolberry Down

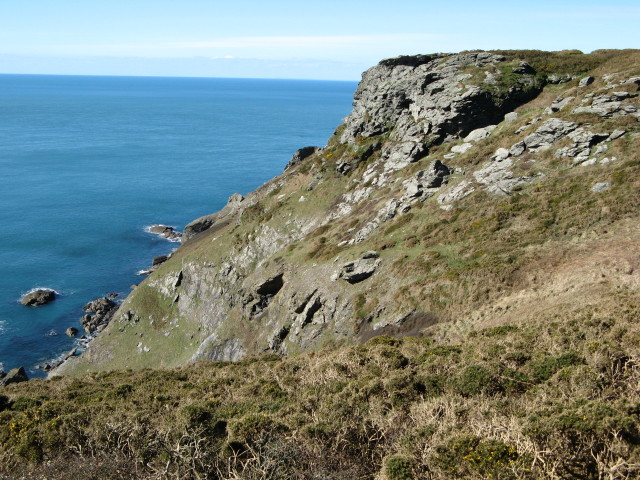
Scogliera presso Bolberry Down, Bolberry.

Bolberry Down sono delle scogliere sulla costa del Devon, in Inghilterra, a est del Bolt Tail e la città di Salcombe ad ovest. Si tratta di una delle più lunghe zone costiere di proprietà del National Trust e si trova catalogata come Area of Outstanding Natural Beauty.
Bolberry Down offre una vista di Bantham Beach e di Burgh Island. Durante la seconda guerra mondiale fu utilizzato come stazione della Royal Air Force; si possono ancora vedere le vecchie costruzioni in cemento e la pista d'atterraggio in disuso. 